# تافوغالت

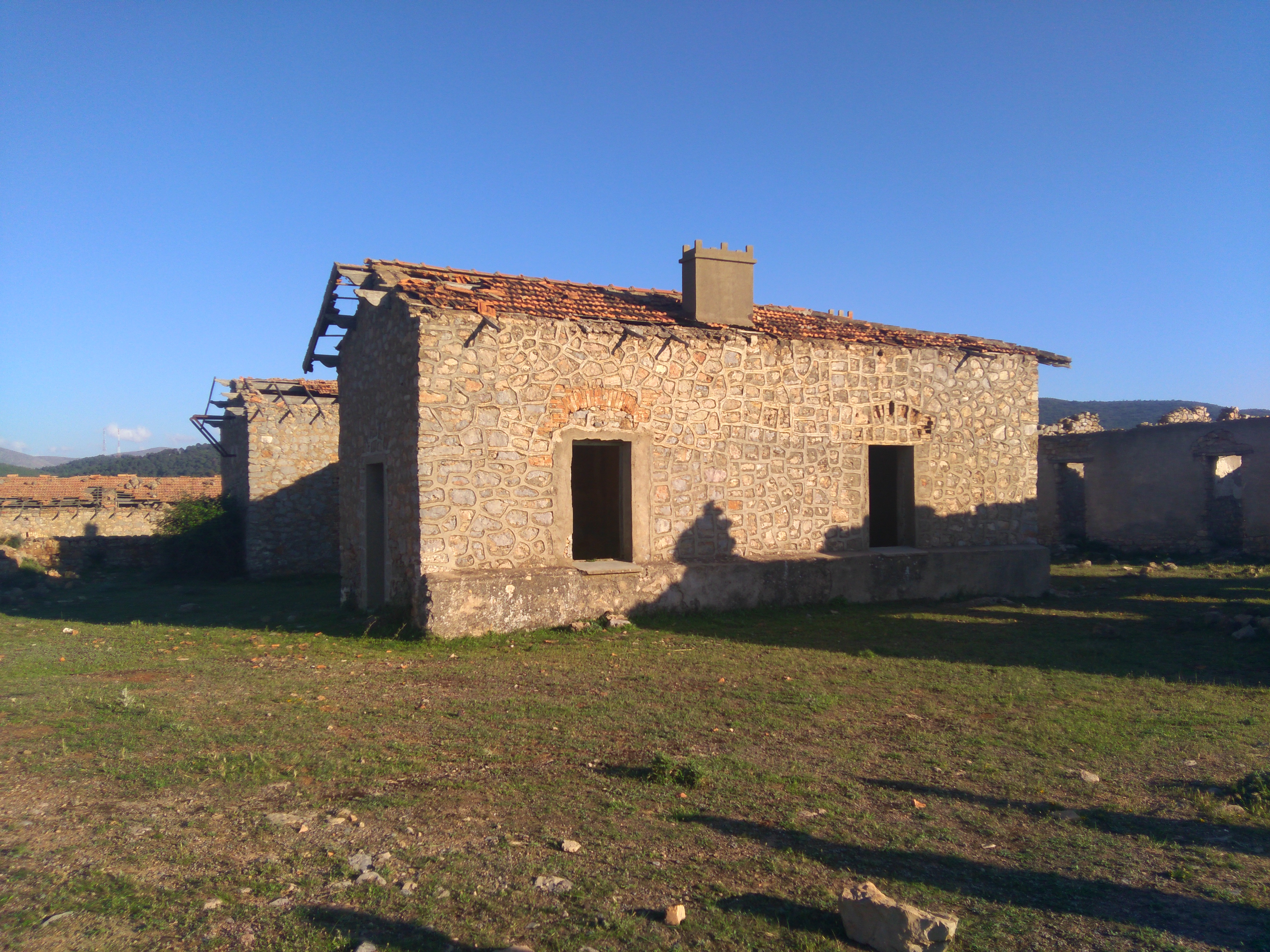
جانب من الثكنة العسكرية الفرنسية بتافوغالت، بنيت خلال احتلال فرنسا لبني يزناسن سنة 1908

تافوغالت  (بالإنجليزية: TAFOUGHALT)‏ هي جماعة قروية تابعة لإقليم بركان ضمن الجهة الشرقية بالمغرب وتقع وسط سلسلة جبال بني يزناسن.
بلغ مجموع عدد سكان تافوغالت  حسب إحصاءات 2004 حوالي 3150 نسمة من بينهم 2 أجنبي يعيشون في 609 أسرة.

## إحصاء عام
| السنة | عدد السكان | عدد الأسر | عدد الأجانب |
| ----- | ---------- | --------- | ----------- |
| 1994  | 3787       | 615       | °°°°        |
| 2004  | 3150       | 609       | 2           |

## أنثروبولوجيا

### تاريخ الإنسان القديم في المغرب

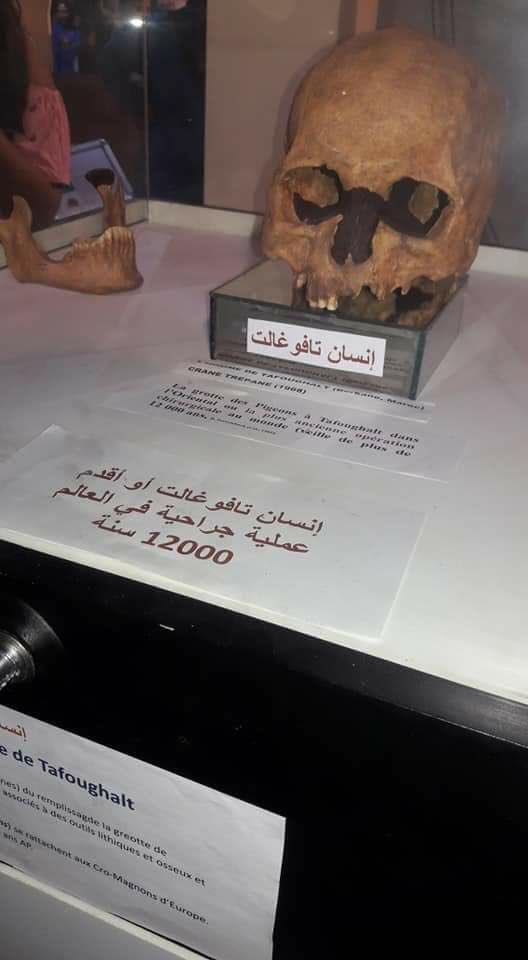
صورة جمجمة انسان تافوغالت

تم تحديث أقدم آثار لحمض نووي لإنسان عاقل (Homo Sapiens) يطلق عليه علميا «إنسان تافوغالت» (Homme de Tafoghalt) في إفريقيا التي يعود تاريخها إلى 15000 عام في مغارة تافوغالت أو (مغارة الحمام).
هذا الاكتشاف تم من قبل فريق دولي من علماء الآثار وعلماء الوراثة بقيادة عبد الجليل بوزوغار، مدير المعهد الوطني للآثار وعلوم التراث بالرباط، وسعيد أمزازي، الرئيس السابق لجامعة محمد الخامس الرباط، نشرت من قبل مجلة العلوم الأمريكية (Science).
يتكون الفريق من يوهانس كراوس وتشونجوون جيونج من جمعية ماكس بلانك لعلوم التاريخ البشري في يينا بألمانيا، بالتعاون مع باحثين من جامعة محمد الأول في وجدة وباحثين بجامعة أكسفورد ومتحف التاريخ الطبيعي في لندن بالمملكة المتحدة، وجمعية ماكس بلانك للأنثروبولوجيا التطورية في لايبزيغ بألمانيا.
قام أعضاء الفريق العلمي بتحليل الحمض النووي المستخرج من تسعة هياكل عظمية بشرية موجودة في كهف تافوغالت باستخدام طرق متسلسلة وتحليلية متقدمة أسفرت عن بيانات الميتوكوندريا المكونة لسبعة من الأفراد وتحليل متعمق لجينوم خمسة من الأحفوريات.
النتائج التي تم الحصول عليها غير مسبوقة بالنسبة للقارة الأفريقية التي تعتبر مهد الإنسانية. وقال عبد الجليل بوزوكار، المؤلف المشارك الرئيسي للنشر العلمي ومدير مختبر «المصادر البديلة في تاريخ المغرب»: «إن أول وأقدم مادة وراثية في البلاستوسين تم فك شفرتها من البشر العاقل في إفريقيا يجب أن نأخذ في الاعتبار الدور الكبير الذي تلعبه شمال إفريقيا في هذا المجال»، كما أضاف «إن مغارة الحمام بتافوغالت مهم جدًا لفهم تاريخ البشر في شمال غرب إفريقيا، لأن البشر الحديثين استقروا هناك بشكل متكرر وبطريقة مستمرة من العصر الحجري القديم الأوسط إلى العصر الحجري القديم الأعلى»، كما أوضحت لويز همفري من متحف التاريخ الطبيعي في لندن مؤلف مشارك للنشر العلمي. «ثبت أنه منذ حوالي 15000 عام، استخدم الإيبيروموريسيون الموقع بكثافة وبدأوا في دفن موتاهم في قاع الكهف.»